# Köhlbrand
Der Köhlbrand ist ein Mündungsarm der Süderelbe in die Norderelbe zwischen den ehemaligen Elbinseln Mühlenwerder und Rugenbergen westlicherseits und Kuhwerder, Ross und Neuhof östlicherseits. Er ist die Hauptzufahrt zu den Harburger Häfen und zum Containerterminal Altenwerder.
Der Köhlbrand ist ein Bestandteil der Bundeswasserstraße Elbe und zählt zur sogenannten Delegationsstrecke, das heißt Verwaltung und Unterhaltung werden im Auftrag des Bundes von der Freien und Hansestadt Hamburg wahrgenommen.

## Geschichte
Der Köhlbrand entstand im Laufe des 14. und 15. Jahrhunderts, als nach schweren Sturmfluten die Elbinsel Gorieswerder in mehrere Inseln getrennt wurde. An seinen Ufern wurde Holzkohle gebrannt, die von dort ansässigen Köhlern an die Schiffer verkauft wurde (daher der Name Köhlbrand).
Nach dem 3. Köhlbrandvertrag zwischen Preußen und Hamburg von 1908 wurde der Elbarm begradigt, die Mündung vom heutigen Kohlenschiffhafen um 600 Meter westlich verlegt, auf damals 8,4 Meter vertieft und zum Hauptabfluss der Süderelbe. Seitdem ist er eine durchschnittlich etwa 300 Meter breite Fahrrinne. Die Landzunge Köhlbrandhöft mit dem 1961 errichteten Klärwerk trennt die alte von der neuen Mündung.
Mit der Erweiterung des Hafens auf Gebiete westlich des Köhlbrands wurde die erforderliche Verbindung zwischen den Hafenstadtteilen Waltershof und Neuhof ab 1912 durch zwei Trajektfähren bewerkstelligt. Es handelte sich dabei um Eisenbahntrajekte mit Fahrzeugtransport, Trajektfähre I und Trajektfähre II, gebaut auf der Werft in Stettin. Diese wurden 1956 und 1960 durch zwei Autofähren ergänzt, die J.F. Bubendey und die G.L. Wendemuth. Ab 1960, mit Rückgang des Hafenbahnverkehrs zugunsten des Lastwagenverkehrs, kamen die Trajekte seltener zum Einsatz, 1972 wurden sie ganz eingestellt. 1974 wurde die verkehrswichtige Verbindung zwischen Steinwerder und Waltershof durch die Köhlbrandbrücke übernommen. Sie spannt sich mit einer lichten Höhe von 53 Metern über den Flussarm und erlaubt auch großen Seeschiffen die Durchfahrt. Auch die Autofähren wurden eingestellt, für Fußgänger und Radfahrer ist seitdem ein Übersetzen mit der (inzwischen selten verkehrenden) Linie 61 der Hafenfähren innerhalb des HVV möglich. Der Schienenverkehr wird seit 1973 über die Kattwykbrücken geleitet.

## Ferienkolonie Köhlbrand
Mitten im Hamburger Hafen, am Ufer des Köhlbrands, liegt eine schmale Landzunge, der Maakendamm. Eine Hälfte war ein Kohlenlager, die andere Hälfte war eine Ferienkolonie für Hamburger Kinder. Dort, wo heute die Elbtunnelröhren südlich der Elbe aus dem Wasser ragen und der Containerterminal Burchardkai liegt, war vor dem Zweiten Weltkrieg ein Kindererholungsbad (Freiluftschule). Auf dem sandigen Westufer des Köhlbrands befand sich eine Flussbadeanstalt und ein langer Badestrand. 1000 Kinder konnte die Arbeiterwohlfahrt in den Sommermonaten des Jahres 1922 dorthin schicken. 1928 machten dort bereits 28.000 Hamburger Kinder zwischen drei und vierzehn Jahren ein bis drei Wochen lang Tag für Tag Ferien. Eine Übernachtung war nicht möglich. Für die meisten – 100.000 in den ersten sieben Jahren – waren es die ersten Ferien in ihrem Leben. Bis zu 2750 Schulkinder und 250 Kleinkinder konnten täglich verpflegt und ärztlich betreut werden. Der besondere Stolz von Kindern und Helfern war die Radioanlage, die 1931 von Mitgliedern des Arbeiter-Radio-Bund Deutschlands gebaut worden war. Auch außerhalb der Ferienzeit kamen Schulklassen. Die Kinder lernten beim Spielen und Sehen. Die Dampferfahrt wurde zum Anlass von Gesprächen über Hafen, Handel und Schifffahrt. Sonne, Regen und Natur boten Anschauungsmaterial für Natur- und Wetterkunde. Jeden Sommer wurde der „Köhlbrand-Spiegel“, eine selbst vervielfältigte Zeitschrift, von drei jungen Helfern herausgeben. Der „Köhlbrand-Spiegel“ nahm die Arbeit kritisch-satirisch unter die Lupe. 1929 wurde in der Lagerzeitung ein „Köhlbrandlied“ veröffentlicht. Schon 1946 wurden die im Krieg zerstörten Anlagen wiederhergestellt und der Betrieb der Ferienkolonie Köhlbrand wieder bis in die 60er Jahre aufgenommen.

## Hafenanlagen am Köhlbrand
Direkt am Köhlbrand befinden sich nur wenige Kaianlagen. Von ihm aus wird über eine Sperrschleuse der Rugenberger Hafen unterhalb der westlichen Auffahrt der Köhlbrandbrücke erreicht.
Als Hauptzufahrt zum Containerterminal Altenwerder und zum Hansaport für Massengutfrachter an der anschließenden Süderelbe ist der Köhlbrand jedoch eine der Hauptverkehrsverbindungen des Hamburger Hafens.
Durch den Roßkanal ist er mit dem Roßhafen verbunden.